# Acanthogorgia muricata
Acanthogorgia muricata är en korallart som beskrevs av Addison Emery Verrill 1883. Acanthogorgia muricata ingår i släktet Acanthogorgia och familjen Acanthogorgiidae. Inga underarter finns listade i Catalogue of Life.